# Dubh (roi d'Écosse)
Dubh, Duff ou Dub mac Maíl Coluim ( gaélique ancien: Dub mac Maíl Coluim , Gaélique écossais: Dubh mac Mhaoil Chaluim , anglicisé en Duff MacMalcolm) est un roi d'Écosse. Ce terme se retrouve dans les annales irlandaise finn gaill et dubh gaill signifiant Blanc étranger et Noir étranger. La forme moderne de son nom, Dubh, a le sens de « noir » spécialement en se référent à la couleur de peau. Il règne sur l'Écosse de 962 à 967.

## Origine
Dubh est le fils de Malcolm Ier. Selon William Forbes Skene, il s'agit d'un surnom car la version irlandaise de la « Chronique Picte » le dénomme « Cináed vel Dubh ».

## Règne
Dubh est le fils de Malcolm Ier (mort en 954). Son frère probablement cadet est Kenneth II (mort en 995). Dubh succède à Indulf comme roi après la mort de ce dernier en 962. Il est remarquable que jusqu'à son règne, les deux lignées issues de la dynastie royale avaient coexisté de manière pacifique depuis le règne du grand-père de Dubh, Donald II.
En 965, cependant, la légitimité de Dubh, issu de la branche descendant de Constantin Ier (mort en 876) est contestée par Culen, le fils d'Indulph de la branche descendant du roi Aed (mort en 878). Culen est défait par Dubh lors de la bataille de Duncrub en Strathearn, l'actuel Perthshire, et après une lutte sévère où Donnchad, l'Abbé Laïc de Dunkeld et Dubdon d'Atholl, le mormaer d'Atholl, deux partisans de Culen sont tués, Dubh remporte la bataille.
L'année suivante, Dubh est tué par les « Hommes de Moray » à Forres, un événement qui apparemment coïncide avec une éclipse solaire solaire du 20 juillet 966, et il a comme successeur Culen. Il a été avancé de façon convaincante que la représentation vivante d'une bataille et de ses conséquences sur le grand monument de pierre de Forres (connu sous le nom de Sueno's stone) représente la défaite et la mort de Dubh.
Cette défaite et cette mort sont sans doute liée aux probables avancées de son père, Malcolm Ier, dans la soussion du Moray. Selon une source postérieure et constestable, le corps de Dubh est transporté à Iona pour y être inhumé.

### Récit de Jean de Fordun
Selon Jean de Fordun, Dubh aurait été un excellent prince. Le chroniqueur du XIVe siècle dit de lui qu'il est « un homme d'une simplicité de colombe, pourtant la terreur des rebelles, des voleurs et des bandits ».
Après avoir assuré son trône sur le champ de bataille, Dubh doit affronter un autre problème: il est atteint d'une maladie que ses médecins ne comprennent pas. Dans leur incapacité à le soigner, ils attribuent ses souffrances aux pouvoirs atrophiants de sortilèges malfaisants. Sa maladie l'empêche de superviser en personne l'administration de la justice, ce qui est grave, puisque selon la loi, le roi doit être présent pour juger les crimes et assister en personne à l'exécution des sentences.
Après guérison, Dubh visite les comtés de Moray et de Ross pour rétablir l'ordre et mater des rébellions. Il réussit à capturer les chefs de bandes, qu'il fait exécuter en public à Forres, comme exemple pour les comtés où la loi n'est plus respectée. Certains des condamnés sont des relations du gouverneur de Forres, et celui-ci tente en vain de les faire épargner. Lorsque le roi fait de nouveau halte à Forres en retournant vers le sud, il est assassiné durant la nuit et son corps enterré au fond d'une rivière. Cette mort a lieu en 967 selon les Annales d'Ulster. Selon la légende, le soleil refuse de se montrer sur l'Écosse avant que le roi n'ait eu des funérailles décentes. Toujours est-il que son corps aurait été transporté sur l'île d'Iona pour y être inhumé.

## Clann Duib
Dubh est l'ancêtre éponyme du  Clann Duib ou Clan MacDuff, qui porte le titre de comte de Fife du milieu de XIe siècle au milieu du XIVe siècle. Leur statut de descendant d'une lignée royale, bien qu'ils n'aient pas réussi à se présenter eux-mêmes comme des prétendants plausibles au trône, est surement à l'origine de la situation privilégiée qu'occupaient les comtes de Fife par la suite, et par-dessus tout leurs privilèges, le rôle qu'ils jouaient lors des cérémonies de couronnement des rois d'Écosse à Scone.
Un autre signe de leur prééminence parmi la noblesse écossaise est le rôle que les chroniqueurs médiévaux donne à un certain Macduff (Macbeth) (en) [Macduib] (vers. 1057-1058), « thane » de Fife, qui est un partisan essentiel de Malcolm III dans sa campagne pour la conquête du trône contre Macbeth. Les comtes de Fife furent certainement des partisans fidèles de rois d'Écosse au XIIe siècle.
Si Macduff et sa description comme comte ou thane de Fife n'est pas une invention littéraire, il doit avoir été un descendant peut-être fils ou arrière petit-fils du roi Dubh, par un fils cadet inconnu de Kenneth. Le premier porteur du nom de  « Macduib », à établir sa famille comme comte de Fife, peut être en évinçant le  Clann Conaill Cirr, doit avoir été le père ou le grand-père de Constantin de Fife entre  1095 et 1130, et/ou de Gille Míchéil, comte de Fife vers 1130 à 1133.

## Postérité
Dubh laisse un fils le futur roi Kenneth III (mort en 1005). Selon Jean de Fordun il aurait laissé deux fils:
- Kenneth qui devient roi en 997, et qui, selon Dauvit Broun, est l'ancêtre du clan MacDuff ;
- Malcolm  qui serait devenu plus tard le 6e prince de Cumbria[10].